# Моссхарт, Элисон
Элисон Николь Моссхарт (англ. Alison Nicole Mosshart; род. 23 ноября 1978 года) — американская певица, модель и автор песен, наиболее известна как вокалистка инди-рок-группы The Kills, а также сайд-проекта The Dead Weather. Начала свою музыкальную карьеру в 1995 году, основав во Флориде панк-рок-группу Discount, которая распалась в 2000 году. В 2000 году вместе с британским гитаристом Джейми Хайнсом (бывшим членом групп Scarfo и Blyth Power), стала одной из основательниц группы The Kills, в которой известна под сценическим псевдонимом «VV».
В начале 2009 года, Элисон присоединилась к супергруппе The Dead Weather, образованной Джеком Уайтом вместе с Джеком Лоуренсом и Дином Фертитой. В группе пользуется псевдонимом «Baby Ruthless» (рус. Безжалостная детка). В 2006 году Моссхарт поучаствовала в работе над синглом «Dolls (Sweet Rock and Roll)» с альбома «Riot City Blues» группы Primal Scream, и в том же году отметилась сотрудничеством с группой Placebo в работе над песней Meds с одноимённого альбома.

## Карьера

### The Kills
Элисон встретилась с Джейми Хайнсом во время турне группы Discount, и, услышав его игру на гитаре, предложила несколько музыкальных идей. После того, как она вернулась во Флориду, она продолжила контактировать с Хайнсом, а позже переехала в Лондон, где началось их сотрудничество и была основана группа The Kills. В 2003 году вышел их дебютный альбом «Keep on Your Mean Side», а в 2005 — второй, «No Wow», а спустя три года — третий альбом, «Midnight Boom», который оказался самым успешным из трёх — синглы «U R A Fever», «Cheap and Cheerful», и «Sour Cherry» получили больше одобрения критиков, чем все выпущенные ранее, а также прозвучали в некоторых популярных телешоу, таких как «Доктор Хаус», «90210», кинофильмах «Мальчикам это нравится» и «Лузеры»

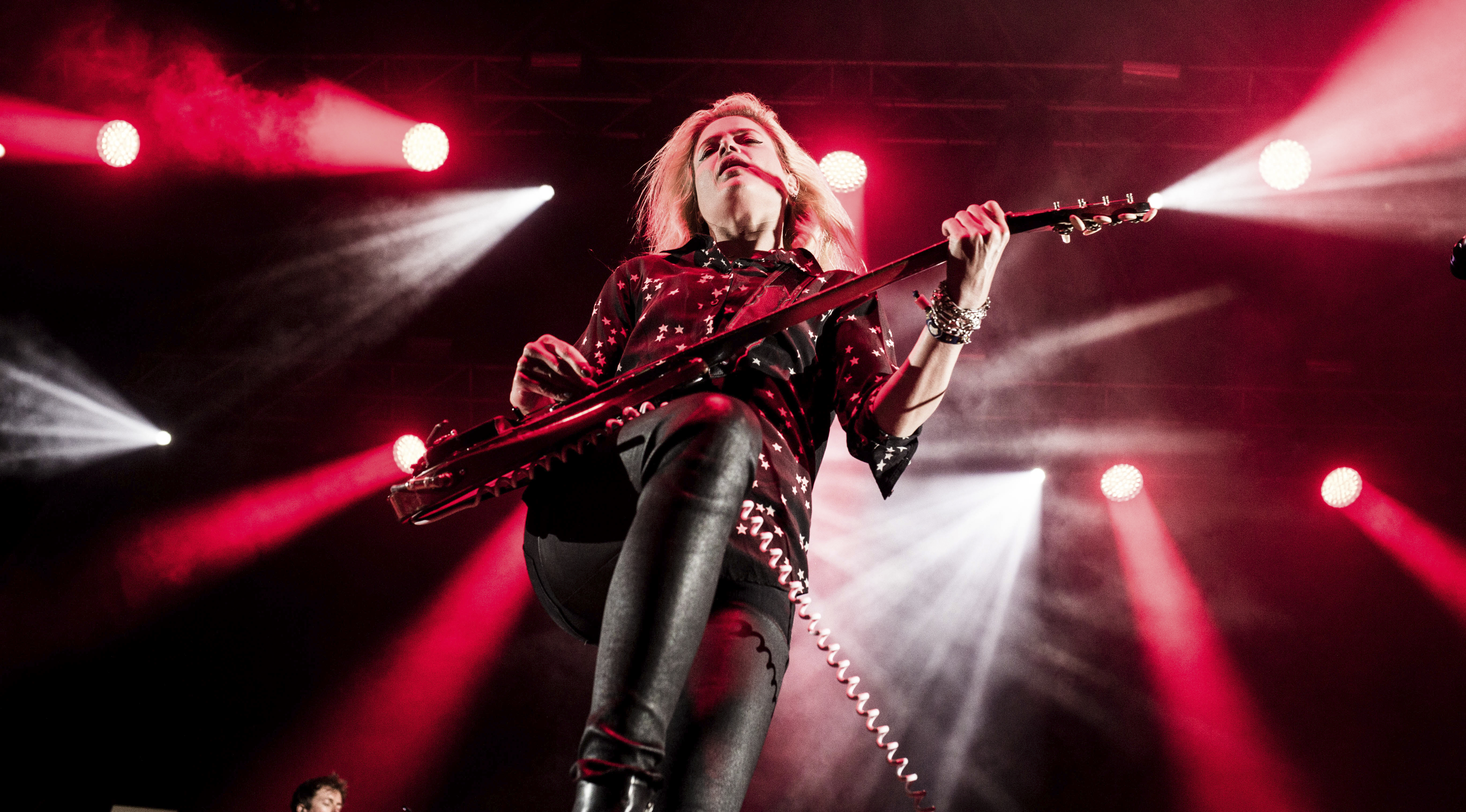
Элисон в составе The Kills.

11 января был анонсирован новый альбом, «Blood Pressures», релиз которого состоялся 5 апреля 2011 года в США и 4 апреля по всему миру.

### The Dead Weather
В конце 2008 года Моссхарт стала одной из первоначальных участниц проекта The Dead Weather, где поёт и играет на ритм-гитаре. Кроме неё в группе участвуют Джек Уайт (The White Stripes, The Raconteurs), Дин Фертита (Queens of the Stone Age) и Джек Лоуренс (The Raconteurs и The Greenhornes). Элисон является соавтором (вместе с Дином Фертита) сингла «Hang You from the Heavens», который был выпущен 11 марта 2009 года, а также автором композиции «So Far From Your Weapon» и соавтором десяти треков альбома «Horehound» 2009 года. В 2010 году вышел второй альбом — «Sea of Cowards».

## Дискография
- Discount — Ataxia’s Alright Tonight (1996)
- Discount — Half Fiction (1997)
- Discount — Crash Diagnostic (2000)
- The Kills — Keep on Your Mean Side (2003)
- The Kills — No Wow (2005)
- Placebo — Meds (2006)
- Primal Scream — Riot City Blues (2006)
- The Kills — Midnight Boom (2008)
- The Dead Weather — Horehound (2009)
- Arctic Monkeys — Humbug (2009)[3]
- The Dead Weather — Sea of Cowards (2010)
- The Kills — Blood Pressures (2011)
- The Dead Weather — Dodge and Burn (2015)
- The Kills — Ash & Ice (2016)